# Canale di Mosca
Il canale di Mosca (in russo: Кана́л и́мени Москвы́ - Kanal imeni Moskvy), chiamato fino al 1947 canale Mosca-Volga, è un canale che congiunge il fiume Moscova con la principale arteria dei trasporti della Russia europea, il fiume Volga; il canale è inoltre parte integrante del Sistema unificato di idrovie della Russia Europea. Scorre nelle oblast' di Mosca e Tver', a nord della capitale.

## Struttura
Costruito grazie al lavoro forzato dei prigionieri dei gulag durante la dittatura di Stalin, ha inizio a Ivan'kovo, nei pressi della città di Dubna, e si unisce al fiume Moscova a 19 chilometri a monte dal suo estuario. La lunghezza del canale è di 128 km.
Grazie ad esso, Mosca ha accesso a cinque mari, includendo il Mar Bianco, il mar Baltico, il mar Caspio, il mar d'Azov e il Mar Nero. Questo è il motivo per cui Mosca è talvolta chiamata "il porto dei cinque mari" (in russo: порт пяти морей - port pjati morej). A parte un utilizzo commerciale, il canale provvede a circa metà del fabbisogno idrico della città, e le rive dei suoi numerosi bacini di riserva sono frequentati da moscoviti in cerca di svago.